# Banque nationale de vente des distributeurs de produits phytosanitaires
Vous pouvez aider à l'améliorer ou bien discuter des problèmes sur sa page de discussion.
- Il ne s’appuie pas, ou pas assez, sur des sources secondaires ou tertiaires. (Marqué depuis décembre 2022)
- Son texte doit être wikifié : il ne correspond pas à la mise en forme Wikipédia (style, typographie, liens internes, liens entre les wikis, etc.). (Marqué depuis décembre 2022)
- Il est orphelin : moins de trois articles lui sont liés. Aidez à ajouter des liens en plaçant le code [[Banque nationale de vente des distributeurs de produits phytosanitaires]] dans les articles relatifs au sujet. (Marqué depuis janvier 2023)

- Archive Wikiwix
- Bing
- Cairn
- DuckDuckGo
- E. Universalis
- Gallica
- Google
- G. Books
- G. News
- G. Scholar
- Persée
- Qwant
- (zh) Baidu
- (ru) Yandex
- (wd) trouver des œuvres sur Wikidata

Créée en 2009, la banque nationale des ventes réalisées par les distributeurs de produits phytosanitaires (BNV-D) est alimentée par les déclarations des bilans annuels de ventes de produits phytopharmaceutiques transmis par les distributeurs agréés aux agences et offices de l’eau. Celles-ci s’inscrivent dans le cadre de la redevance pour pollutions diffuses instituée depuis le 1er janvier 2008 et relative à la loi sur l’eau et les milieux aquatiques du 30 décembre 2006 et aux dispositions associées en matière de traçabilité des ventes.
Ce cadre législatif confère l’obligation de transmettre un certain nombre d’informations aux agences et offices de l’eau par voie électronique ; ainsi, les distributeurs transmettent au plus tard le 31 mars de l’année suivant celle au titre de laquelle la redevance est due, leurs bilans annuels des ventes pour l’ensemble des produits phytopharmaceutiques, qu’ils soient ou non taxés au titre de la redevance pour pollutions diffuses. C’est sur la base de l’agrégation de ces déclarations que sont calculées les quantités de substances actives vendues (ou achetées) pour l’année N-1.
Les ventes de semences traitées au moyen de produits phytopharmaceutiques sont intégrées au dispositif des redevances, donc de déclaration, depuis l’année d’activité 2012. De plus, en cas d’achats de produits ou semences traitées à l’étranger, les utilisateurs professionnels deviennent également redevables et sont soumis dans ce cadre à une obligation de transmission d’un bilan de leurs achats à l’étranger.
Les registres des ventes ont été introduits en 2012 et contiennent en plus le code postal de l’acheteur. Les déclarations au code postal acheteur sont obligatoires uniquement si les distributeurs vendent à des utilisateurs professionnels.

## Le contexte réglementaire
La banque nationale des ventes réalisées par les distributeurs de produits phytosanitaires (BNV-D) est une des sources de données relative à l’usage des pesticides en France, en plus des enquêtes réalisées par le ministère chargé de l’agriculture principalement les enquêtes sur les pratiques culturales, le recensement agricole, l’enquête Teruti-Lucas et le Réseau d'information comptable agricole (RICA).
Les données de la BNV-D sont issues des déclarations des distributeurs de produits phytopharmaceutiques en vertu de la loi sur l’eau et les milieux aquatiques du 30 décembre 2006, qui a instauré la redevance pour pollutions diffuses.

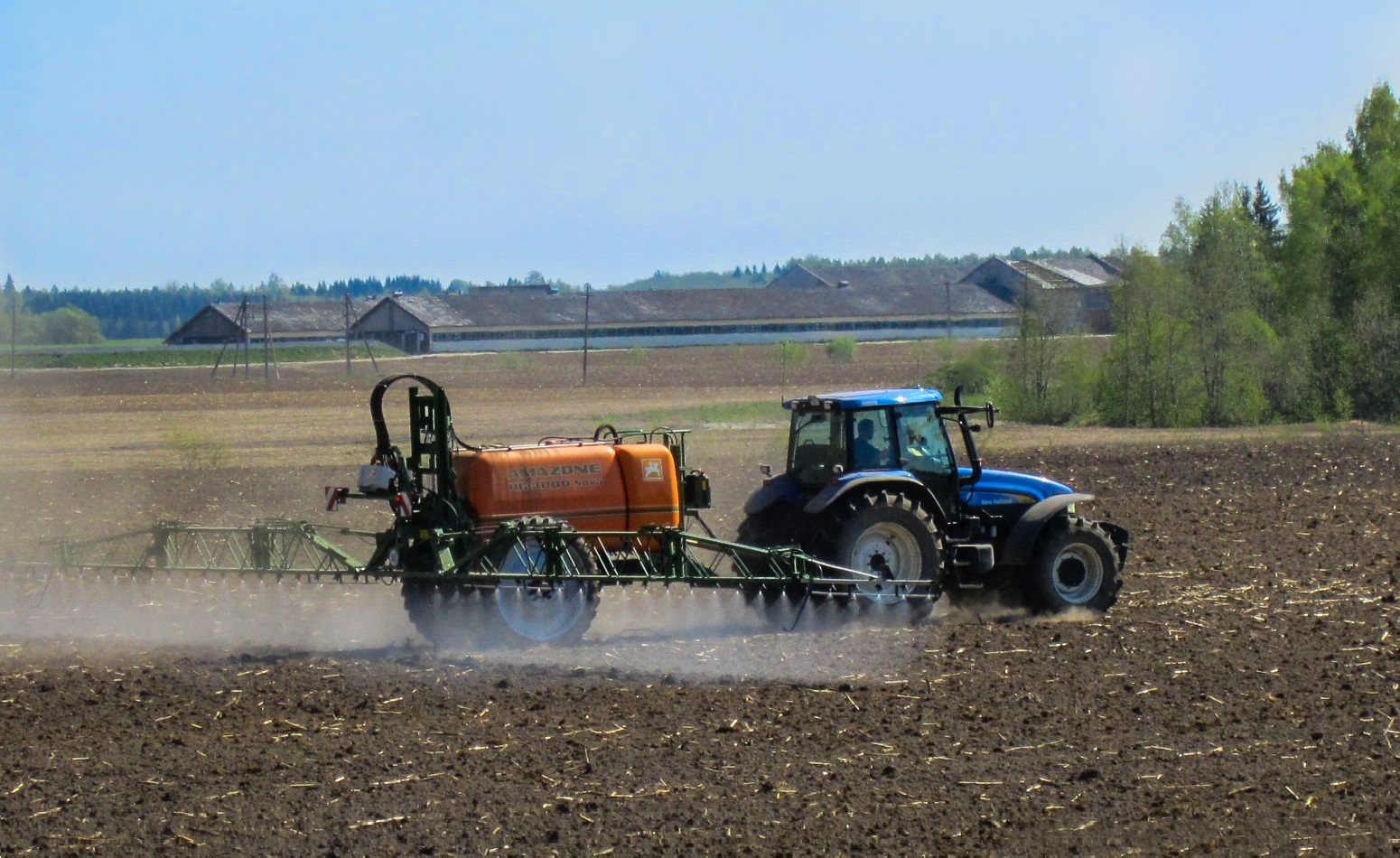
Épandage de pesticides

### La redevance pour pollutions diffuses
L’article L.213-10-8 du Code de l’environnement stipule que les personnes, à certaines exceptions, qui acquièrent un produit phytopharmaceutique ou une semence traitée au moyen de ces produits ou commande une prestation de traitement de semence au moyen de ces produits sont assujetties à une redevance pour pollutions diffuses.
Ce même article précise que les distributeurs de produits phytopharmaceutiques doivent mentionner sur leurs factures le montant de la redevance qu'ils ont acquittée au titre du produit distribué à l'exception des produits distribués portant la mention "emploi autorisé dans les jardins".
L’arrêté du 22 mai 2009 prévoit que l'Office national de l'eau et des milieux aquatiques (aujourd'hui l’Office français de la biodiversité) crée un traitement automatisé d'informations nominatives et de données techniques associées dénommé « Banque nationale des ventes réalisées par les distributeurs de produits phytosanitaires BNV-D » au nom et pour le compte de la direction de l'eau et de la biodiversité du ministère chargé de l'environnement à partir des données relatives à la redevance pour pollutions diffuses, perçue par les agences de l’eau conformément au décret 2011-529 du 16 mai 2011.
L’arrêté du 22 mai 2009 précise les informations nominatives contenues dans la BNV-D qui concerne le siège et les établissements des distributeurs de produits phytopharmaceutiques (le nom de la structure, le numéro SIRET, le numéro de l'agrément délivré au distributeur par le préfet, ainsi que le code NAF, l'adresse, les quantités vendues par an par numéro d'autorisation de mise sur le marché et par substance, la ou les agence(s) de l'eau concernée(s) par ces ventes, l'assiette de la redevance pour chacune de ces agences de l'eau.
Ce même arrêté indique que les traitements des données vise à un inventaire annuel de ces ventes et à diffuser au public les informations relatives à la pression phytopharmaceutique.

## Les données accessibles
Les données disponibles dans la BNV-D sont celles issues des déclarations au titre de la redevance pour pollutions diffuses. Les déclarants sont les redevables de la redevance pour pollution diffuse : les distributeurs de produits phytosanitaires et, depuis 2012, les prestataires de traitement de semences, ainsi que les trieurs à façon et les agriculteurs lorsqu’ils se fournissent à l’étranger.
À ce jour, la BNV-D contient essentiellement les données suivantes :
- pour chaque année depuis 2009, un bilan des ventes par distributeur comprenant :
  - les dates de début et de fin du bilan,
  - la commune de vente (nom et code Insee, ainsi que les rattachements au département et à la région),
  - l'identité du distributeur et de son établissement secondaire (nom, numéro SIRET, numéro d'agrément),
  - l'agence de l'eau destinataire de la déclaration au titre de la redevance,
  - le numéro d'autorisation de mise sur le marché du produit vendu,
  - la possibilité d'employer le produit en jardin,
  - la quantité de produit vendu ainsi que son unité selon son conditionnement,
  - le nom et le numéro CAS de la substance active contenue dans le produit vendu ainsi que sa classification au regard de l'arrêté annuel listant les substances soumises à redevances pour pollutions diffuses et sa quantité en kilogrammes ;
- pour chaque acte de vente ayant eu lieu depuis 2014 :
  - l'identité du distributeur et de son établissement secondaire où ont lieu les ventes (code SIRET, nom),
  - le code postal de l'acheteur,
  - le numéro d'autorisation de mise sur le marché du produit vendu,
  - la possibilité d'employer le produit en jardin,
  - la quantité de produit vendu ainsi que son unité selon son conditionnement,
  - le nom et le numéro CAS de la substance active contenue dans le produit vendu ainsi que sa classification au regard de l'arrêté annuel listant les substances soumises à redevances pour pollutions diffuses et sa quantité en kilogrammes.

Pour des raisons de secret statistique, les données de vente pour les codes postaux comprenant 5 acheteurs potentiels ou moins ne sont pas diffusées. Elles n'apparaissent alors que dans des agrégats à l'échelle des départements.
Si la BNV-D permet de retracer les ventes et achats annuels de produits phytopharmaceutiques, elle ne renseigne en rien sur les utilisations « réelles » des produits : les lieux et les années d’achat ne correspondent pas nécessairement aux lieux et années d’utilisation. Ces données d’utilisation ne sont aujourd'hui accessibles que par des enquêtes auprès des utilisateurs.

## Le processus d'alimentation
En amont des ventes réalisées en année N, les détenteurs des autorisations de mise sur le marché (AMM) des produits mettent à la disposition des agences et offices de l'eau, des distributeurs, des prestataires de service de traitement de semences et des responsables de la mise en marché de semences traitées, toutes les informations relatives à ces produits et nécessaires au calcul de la redevance.
Il s'agit en particulier du numéro d'autorisation de mise sur le marché du produit, de la quantité de substances classées contenues dans le produit (en kilogrammes par unité de mesure), de l’unité de mesure du produit (kilogrammes ou litres), du montant de la redevance du produit (en euros par unité de mesure).
Les données des ventes réalisées au cours de l’année N sont déclarées par les distributeurs agréés auprès des agences de l'eau avant 1er avril de l'année N+1, via l’outil de télédéclaration ARPD. Un contrôle est ensuite réalisé par les agences de l’eau jusqu'à environ mi-année N+1. Les données se stabilisent finalement au dernier trimestre. Conformément à l'article L.213-11-4 du Code de l'environnement, les déclarations peuvent toutefois être modifiées pendant les deux années suivant les ventes. Les données de vente de l'année N sont ainsi susceptibles d'évoluer du 1er janvier de l’année N+1 au 31 décembre de l’année N+2.
Les données de la BNV-D étant déclaratives, elles ne peuvent être corrigées que si le distributeur revient sur sa déclaration.
Ces données sont bancarisées en deux temps. Tout d'abord elles sont collectées dans le système BNV-D Redevance (sous responsabilité de l'Agence de l'eau Artois-Picardie), qui permet le traitement des données fiscales et le calcul de la redevance pour pollutions diffuses, sur la base des taux définis par l’arrêté paru en fin d'année N-1 et établissant la liste des substances définies à l'article L. 213-10-8 du code de l'environnement relatif à la redevance pour pollutions diffuses). Ces données sont ensuite transmises au système BNV-D Traçabilité (sous responsabilité de l'Office français de la biodiversité), site de diffusion des données assurant le suivi et la traçabilité des ventes de produits et substances actives phytopharmaceutiques.
En application de l'arrêté du 22 mai 2009, deux types de données sont diffusées via BNV-D Traçabilité :
1. des données en accès restreint, accessibles après attribution d’identifiants aux agences de l’eau, aux ministères chargés respectivement de l’environnement, de l’agriculture, de la santé, de la consommation et de la répression des fraudes, et aux organismes qu’ils auront missionnés pour les finalités définies à l’article 2 de l'arrêté du 30 avril 2010. Celles-ci sont mises à jour quotidiennement.
2. des données ouvertes (achats et ventes), accessibles à toute personne sans attribution d’identifiants. Elles sont générées à partir des données en accès restreint. Pour générer ces données, un traitement limitant l’identification des acheteurs (secret statistique) et reportant les achats effectués à l'étranger est appliqué. Par ailleurs, ces données ne comportent pas l'identité des distributeurs et de leurs établissements secondaires. Les données ouvertes sont mises à jour annuellement, généralement en fin d'année N+1 suivant la dernière année de vente N déclarée.

## Panorama des données

### Quantité de substances actives vendues en France
Pour des raisons techniques, il est temporairement impossible d'afficher le graphique qui aurait dû être présenté ici.

## Utilisation des données
Les données de la BNV-D servent au calcul du NODU ou nombre de doses unités, l'un des indicateurs de suivi des résultats des plans Écophyto.
Le ministère chargé de l'écologie et l'Office français de la biodiversité publient annuellement des visualisations des données de la BNV-D.
Depuis l'ouverture des données de la BNV-D, de nombreuses exploitations de celles-ci sont réalisées par les médias ou les ONG qui cherchent à sensibiliser le grand public à la présence des pesticides dans les pratiques agricoles,,